# Dorcas
Dorcas  è un nome proprio di persona inglese femminile.

## Varianti in altre lingue
- Greco biblico: Δορκας (Dorkas)
- Greco moderno: Δορκάδα (Dorkada)
- Latino: Dorcas[2]
- Tedesco: Dorkas

## Origine e diffusione

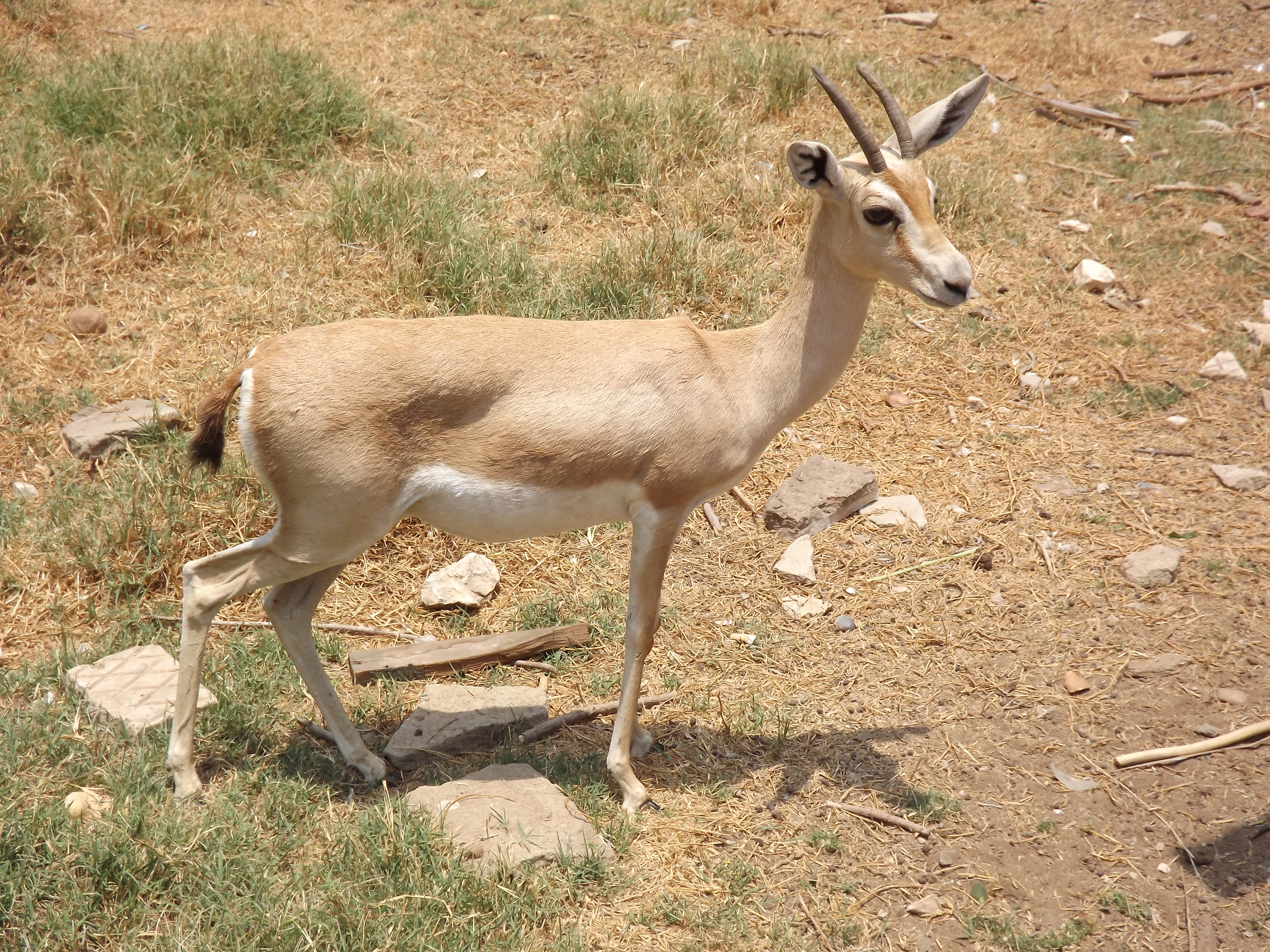
Un esemplare di Gazella dorcas allo zoo di Giza.

Si basa sul termine greco biblico δορκας (dorkas), che vuol dire "gazzella", "capriolo", "daino": si tratta di una traduzione letterale in greco del nome aramaico Tabita (che appunto significa "gazzella"), portato negli Atti degli Apostoli (9:36) da Tabita, una donna che venne resuscitata da Pietro. Ha lo stesso significato anche dei nomi Zvi e Hirsh.
Il nome non sembra essere stato usato nell'antica Grecia, ma è stato ripreso dai primi cristiani e in seguito dai puritani inglesi nel XVI secolo. In rari casi è riportato un suo uso al maschile. In italiano non è molto noto, poiché molte traduzioni italiane della Bibbia mantengono il nome aramaico; tuttavia si registra una sua forma italianizzata, "Dorca".

## Onomastico
L'onomastico può essere festeggiato il 25 ottobre in ricordo di santa Tabita, chiamata anche Dorcas, patrona delle sarte.

## Persone
- Dorcas Matthews, attrice statunitense
- Dorcas Wright Gardner, produttrice cinematografica statunitense

## Il nome nelle arti
- Dorcas è un personaggio della commedia di William Shakespeare Il racconto d'inverno.
- Dorcas è un personaggio del romanzo Poirot a Styles Court di Agatha Christie e dell'omonimo episodio del 1990 della serie televisiva Poirot.
- Dorcas è un personaggio del romanzo Rose Madder di Stephen King.
- Dorcas è un personaggio del film del 1954 Sette spose per sette fratelli.
- Dorcas è un personaggio del film del 1981 Giallo in casa Muppet.
- Dorcas è un personaggio del film del 2004 Ladies in Lavender.
- Dorcas è un personaggio del romanzo di Robert Anson Heinlein Straniero in terra straniera.
- Dorcas è un personaggio della serie televisiva Le terrificanti avventure di Sabrina.
- Dorcas Bouvier è un personaggio del romanzo Polvere alla polvere di Laurell K. Hamilton.
- Dorcas Malvin è un personaggio del racconto di Nathaniel Hawthorne La sepoltura di Roger Malvin.
- Dorcas Gustine è uno dei personaggi defunti dell'Antologia di Spoon River di Edgar Lee Master.